# Domiyang
Domiyang is een bestuurslaag in het regentschap Pekalongan van de provincie Midden-Java, Indonesië. Domiyang telt 3330 inwoners (volkstelling 2010).